# Annabelle Leip
Annabelle Leip (* 3. Januar 1980 in Wolfenbüttel, Niedersachsen) ist eine deutsche Schauspielerin.

## Leben und Karriere
Leip absolvierte ihre Schauspielausbildung von 2001 bis 2005 an der Hochschule für Musik und Darstellende Kunst Stuttgart und schloss ihr Studium mit dem Diplom ab. Sie ist seit 2005 am Landestheater Tübingen engagiert, wo sie bereits verschiedene Hauptrollen spielte und zurzeit im Kaufmann von Venedig auftritt.
Bekannt wurde Leip vor allem durch die ARD-Telenovela Sturm der Liebe, in der sie vom 22. Oktober 2008 bis zum 25. Februar 2010 in der Rolle der Marie Bruckner, geb. Sonnbichler zu sehen war, die vorher Isabella Jantz verkörperte. 2012 und 2013 kehrte sie für einige Folgen in ihre Rolle zurück.

## Rollen am Landestheater Tübingen (Auswahl)
- Käthchen, in: Das Käthchen von Heilbronn, 2004/5
- Mi Tsü, in: Der gute Mensch von Sezuan
- Ljudmilla, in: Wassa Schelesnova von Maxim Gorki
- Uraufführung von Slapstick oder nie wieder einsam, Theaterbearbeitung eines Romans von Kurt Vonnegut, Regie: Christina Rast

## Filmografie (Auswahl)
- 2008: Tatort – Wolfsstunde
- 2008–2010, 2012, 2013: Sturm der Liebe (Telenovela)